# Раратюк, Галина Павловна
Галина Павловна Раратюк — советский хозяйственный, государственный и политический деятель.

## Биография
Родилась в 1934 году в украинской семье, беспартийная.
С 1950 года — на хозяйственной, общественной и политической работе. В 1950—1989 гг. — рабочая каменного карьера, рабочая диффузионной батареи, колировщица, старшая фильтровальщица, слесарь контрольно-измерительных приборов Гниванского сахарного завода в Тывровском районе Винницкой области Украинской ССР.
Избиралась депутатом Верховного Совета СССР 7-го, 8-го и 9-го созывов от Жмеринского избирательного округа Винницкой области.